# Lee Carsley
Lee Kevin Carsley (Birmingham, 28 februari 1974) is een Iers voetbaltrainer en voormalig betaald voetballer die bij voorkeur als verdedigende middenvelder speelde. Hij is bekend van zes seizoenen bij Everton in de Premier League, van 2002 tot 2008. Carsley speelde 40 interlands in het Iers voetbalelftal.

## Clubcarrière
Carsley debuteerde in het betaald voetbal als speler van Derby County in 1994. Hij maakte zijn debuut tegen het Italiaanse Cesena op 6 september 1994. In mei 1996 promoveerde hij met Derby County naar de Premier League. Hij tekende een contract bij Blackburn Rovers nadat hij in het seizoen 1998/99 achtste van de Premier League werd met Derby. Blackburn was destijds een tweedeklasser en Derby een eersteklasser, waardoor zijn keuze voor Blackburn opmerkelijk was. Carsley speelde zowat alle competitiewedstrijden, maar verruilde de club in juli 2000 voor toenmalig eersteklasser Coventry City. Met Coventry zakte Carsley uit de Premier League aan het einde van het seizoen 2000/01. Coventry was in 1992 een van de oprichtende clubs van de Premier League en was onafgebroken op dat niveau actief geweest.
Carsley speelde nog een half seizoen voor Coventry in de Football League First Division, de voorloper van de Football League Championship. In februari 2002 maakte hij de overstap naar Premier League-club Everton. Hij groeide bij Everton uit tot een sterkhouder op het middenveld. Trainer David Moyes stelde Carsley nagenoeg altijd op, enkel in zijn eerste twee seizoenen had Carsley moeite om een basisstek te veroveren. In zes jaar bij The Toffees speelde hij 166 competitiewedstrijden en scoorde 12 doelpunten. Carsley verkaste naar toenmalig Premier League-club Birmingham City, waarvoor hij dan twee seizoenen zou uitkomen. Van 2008 tot 2010 speelde hij 48 competitiewedstrijden en maakte twee doelpunten. Hij werd daarnaast aanvoerder van Birmingham. Tijdens het seizoen 2009/10 was hij vaak geblesseerd en maakte amper negen keer zijn opwachting.
In juli 2010 keerde Carsley terug naar Coventry City. Een jaar later beëindigde een dan 37-jarige Carsley zijn actieve loopbaan.

## Interlandcarrière
Carsley debuteerde op 11 oktober 1997 voor het Iers voetbalelftal tegen Roemenië. Hij vertegenwoordigde het land op het WK voetbal 2002 in Japan en Zuid-Korea.

## Bondscoach
Carsley werd op 9 augustus 2024 tijdelijk aangesteld als bondscoach van Engeland. Per 1 januari 2025 is hij vervangen door Thomas Tuchel.